# Доситеєво
Досите́єво (болг. Доситеево) — село в Хасковській області Болгарії. Входить до складу общини Харманли.

## Населення
За даними перепису населення 2011 року у селі проживали 309 осіб.
Національний склад населення села:
| Національність   | Кількість осіб | Відсоток |
| ---------------- | -------------- | -------- |
| болгари          | 275            | 89,0%    |
| турки            | 34             | 11,0%    |
| цигани           | 0              | 0%       |
| інша             | 0              | 0%       |
| не визначились   | 0              | 0%       |
| Всього відповіли | 309            |          |

Розподіл населення за віком у 2011 році:
Динаміка населення: